# علي محمود حسنين
 علي محمود حسنين (19 يونيو 1938 - 24 مايو 2019) قانوني ضليع وسياسي سوداني معروف. اشتهر بمواقفه الثابتة ضد كل الانظمه الشمولية في السودان منذ الاستعمار مروراً بعبود ونميري واخيراً انقلاب الإنقاذ. سًجن تحت حكم هذه الانظمه الشموليه جميعا. يشغل حالياً منصب رئيس الجبهة الوطنية العريضة بالانتخاب المكونة في 2010 بهدف اسقاط نظام الإنقاذ كهدف استراتيجي، وتشترط علي اعضائها رفض الحوار مع النظام الحاكم في الخرطوم. كما يشغل أيضاً منصب نائب رئيس الحزب الاتحادي الديمقراطي بالانتخاب ويُعتبر من قيادات الحركة الاتحادية التاريخية واحد ابرز المناضلين من اجل الديمقراطية وحقوق الإنسان في.

## المولد والنشأة
ولد علي محمود حسنين في 19 يوليو 1938 بأرقو (شمالي السودان)، ونشأ في أسرة صوفية تنتمي للطريقة الإدريسية، وبدأ حياته السياسية ناشطاً في التيار الإسلامي بجامعة الخرطوم، وترأس اتحاد الطلاب عن «الاتجاه الإسلامي»، ونال الماجستير من جامعة نورث ويسترن في شيكاغو.وعمل بالسلك القضائي وبالمحاماة منذ بداية الستينيات من القرن الماضي، وأُبعد عن القضاء عام 1962 لتوقيفه مسؤولين كبارا في حكم الفريق إبراهيم عبود.

## المراحل التعليمية
- المدرسة الاولية في أرقو.
- المدرسة الوسطي في القولد.
- المدرسة الثانوية في وادي سيدنا.
- جامعة الخرطوم كلية القانون.
- دراسة فوق الجامعية: جامعة نورث وسترن بالولايات المتحدة الأمريكية.

## المؤهلات الاكاديمية
- بكالوريوس القوانين جامعة الخرطوم.
- ماجستير القوانين جامعة نورث وسترن في شيكاغو بالولايات المتحدة الأمريكية.

## الخبرة المهنية
- قاضي في الفترة 1960 – 1962.
- موثق عقود.
- محامي منذ 1963.
- تولي الدفاع في جل قضايا حقوق الإنسان والقضايا السياسية منذ نظام نوفمبر (1958 – 1964) ونظام مايو (1969 – 1985) ونظام الإنقاذ (1989- 2019.

## العمل السياسي

### في مرحلة الدراسة
- رئيس اتحاد طلاب [5] في دورتين وقبلها نائباً لرئيس الاتحاد.
- نائب رئيس اتحاد الطلاب العالمي بحكم رئاسته لاتحاد طلاب جامعة الخرطوم.
- حضر العديد من المؤتمرات والاجتماعات الطلابية في يوغندا والصين والاتحاد السوفيتي ويوغسلافيا وألمانيا الشرقية.
- الأمين العام لاتحاد الطلاب الافارقة فوق الجامعة في الامريكتين PASOA ومقره الولايات المتحدة، وبحكم الموقع أصبح عضواً في العديد من المنظمات ذات الاصول الأفريقية وشارك في النضال ضد التفرقة العنصرية وقتها وقابل العديد من رجال التحرير من أفريقيا في الفترة من 1960/1962.

### بعد الدراسة
- عضو اللجنة التنفيذية للحزب الوطني الاتحادي (1965 – 1967).
- عضو لجنة اعداد الدستور (1967 – 1969).
- عضو الجمعية التأسيسية المنتخب عن دائرة دنقلا عام 1968 وقدم مشروع قانون لالغاء الإدارة الاهلية في الشمالية والخرطوم والجزيرة المروية.
- عضو الهيئة البرلمانية للحزب الاتحادي الديمقراطي (1968 – 1969).
- عضو القيادة العليا للحزب الاتحادي الديمقراطي في العمل السري ضد النظام المايوي.
- عضو القيادة العليا للجبهة الوطنية ضد نظام مايو العسكري (1969 – 1985).
- أحد قادة ثورة رمضان 1973.
- القائد الداخلي لانتفاضة 1976 الشعبية المسلحة التي قادتها الجبهة الوطنية واُعتقل وحوكم امام محكمة عسكرية بالإعدام وخفف الحكم للسجن وتم اطلاق سراحه بعد عامين في اعقاب المصالحة التي لم يكن طرفاً فيها.
- عند وفاة الشهيد حسين الهندي في يناير 1982 اُنتخب مع ثلاثة اخرين لقيادة الحزب الاتحادي الديمقراطي وكان مقرراً لتلك القيادة.
- في 1982 كون وترأس تنظيم تجمع الشعب السوداني المكون من الحزب الاتحادي الديمقراطي وحزب البعث العربي الاشتراكي وحزب الامة ومستقلين، والذي قاد الدعوة للانتفاضة بجناح مدني وعسكري حتي 1985.
- عقب الانتفاضة 1985 كون الحزب الوطني الاتحادي وانتخبه المؤتمر العام رئيساً للحزب وقدم الحزب مبادرات من بينها مشروع القصاص الشعبي وقانون تسجيل الاحزاب وميثاق الدفاع عن الديمقراطية الذي وقعت عليه في 17/11/1985 كل القوي السياسية والقوات المسلحة فيما عدا الجبهة القومية الإسلامية.
- توحد الحزب الوطني الاتحادي مع الحزب الاتحادي الديمقراطي عقب انقلاب الجبهة القومية الإسلامية علي السلطة في 30/6/1989.
- اُنتخب في عام 1992 رئيساً للمكتب التنفيذي للحزب الاتحادي الديمقراطي وشارك مع زملائه في النضال ضد نظام الإنقاذ.
- أحد قيادات التجمع الوطني الديمقراطي (1989 – 2006) وحضر مؤتمر اسمرا من داخل السودان عام 2000.
- في عام 2004 اُنتخب نائباً لرئيس الحزب الاتحادي الديمقراطي في مؤتمر القناطر الخيرية
- رئيس مجموعة التجمع الوطني الديمقراطي لدي مفوضية الدستور بعد اتفاق القاهرة عام 2005 وقدم تعديلات جوهرية في وثيقة حقوق الإنسان، اُعتمد منها 29 تعديلاً جوهرياً.
- اعد وقدم عشرات الاوراق في العديد من المؤتمرات والسمنارات والورش داخل السودان وخارجه.
- خاطب مئات الندوات والتجمعات والقى مئات المحاضرات وشارك في الكثير من وسائل الاعلام المقروءة والمسموعة والمرئية كما قابل عشرات الوفود الرسمية والشعبية من العديد من الدول.
- عضو البرلمان عن التجمع الوطني الديمقراطي (2005 – 2006) كمعارضة برلمانية، واستقال من البرلمان لان المؤتمر الوطني الحاكم لم يحتمل نقده وحرمه من التحدث عندما كشف فساد السلطة في امور عدة من بينها فساد وزير الداخلية في عمارات الرباط.
- مؤسس الجبهة الوطنية العريضة وانتخبه المؤتمر العام للجبهة الوطنية العريضة (الذي عُقد في لندن 22-24/10/2010) رئيساً للجبهة والتي تهدف الي اسقاط نظام الإنقاذ وعدم التحاور معه واقامة دولة مدنية ديمقراطية فيدرالية دون اعتبار للعرق أو الدين أو الثقافة وتكون الإرادة الحرة للمواطنين مصدراً للتشريع.

## السجون والاعتقالات
- اُبعد من القضاء عام 1962 لانه امر بالقبض علي وزراء ومسئولين في جرائم اخلاقية أيام انقلاب عبود.
- اصدر المجلس الاعلي للقوات المسلحة قراراً بمنعه من مزاولة مهنة المحاماة بعد ان اُبعد من القضاء ثم عاد بعد عام وسُمح له بالمزاولة.
- اُعتقل ثلاث مرات في عهد حكم عبود العسكري (1958 – 1964).
- اُعتقل وسُجن أيام حكم مايو العسكري (1969 – 1985) لمدد وصلت سبع سنوات في اوقات متفرقة.
- اعتقلته سلطة الإنقاذ العسكرية الشمولية لمدد تجاوزت ثلاث سنوات كان في معظمها في حبس انفرادي.
- اُعتقل لتاييده المحكمة الجنائية الدولية وهُدد بالقتل.
- حالياً خارج السودان معارضاً تحت راية الجبهة الوطنية العريضة.

## الأسبوع الأخير
عاد علي محمود حسنين إلى السودان في 16 أبريل 2019 عقب الإطاحة بالرئيس عمر حسن البشير في 11 أبريل 2019 بعد غيبة استمرت عشر سنوات في المنفى الاختياري، وانخرط فور عودته في الحراك الثوري في الخرطوم من ساحة الاعتصام امام القيادة العامة للجيش وقبل وفاته أيام تقدم بمعية عدد من كبار المحامين بفتح بلاغات جنائية ضد الرئيس المعزول عمر البشير، وكل من شارك وتورط في الانقلاب على النظام الديمقراطي في عام 1989، وهي تهم تتعلق بتقويض النظام الدستوري وتصل عقوبتها الإعدام، وسببت هذه الخطوة إزعاجاً كبيراً وسط رموز النظام السابق والأحزاب الموالية له.
واصدر قبل وفاته بثلاثة أيام بيانا جاء فيه «إن أي تماطل في اختيار البديل المدني يعزز سُلطان قوى الإنقاذ المندحرة ويمكِّن الفاسدين من الهروب وإخفاء الأموال المنهوبة».
وأوضح في مقابلة صحفية قبل وفاته بساعات أن البلاغ الذي تقدم به قبل أيام ضد كل من قام أو خطط أو نفذ الانقلاب في 30 يونيو 1989، كان وفقاً للمادة 96 من قانون العقوبات السوداني عام 1983 التي تعاقب بالإعدام أو السجن المؤبد مع مصادرة الأموال كلها، وأن النائب العام أحال الأمر لمحكمة الخرطوم شمال، وقال «بدأت بتهمة بالانقلاب كجريمة، وهى الجريمة الأولى وبوابة لبقية الجرائم الأخرى، وإن البلاغ ضد الجبهة الإسلامية بكل رموزها المدنيين والعسكريين الذين قاموا بالتخطيط والتنفيذ لهذا الانقلاب، وسأنتقل بعد ذلك إلى ممارسات النظام على مدى 30 عاماً من حكمه، واقترحت 45 اسماً، البشير وأعضاء مجلس قيادة الانقلاب الـ15 وقيادة الجبهة الإسلامية علي عثمان وعوض الجاز ونافع على نافع، وغيرهم».

## وفاته
في صبيحة السبت 24 مايو 2019 توفي حسنين نتيجة أزمة قلبية مفاجئة ، وقالت وسائل اعلام ان الحزن خيم علي المعتصمين أمام القيادة العامة، فيما شيعه آلاف الأشخاص إلى مثواه الأخير في مقابر احمد شرفي بامدرمان 

## وصلات خارجية
- علي محمود حسنين الفيسبوك  على فيسبوك.
- موقع الجبهة الوطنية العريضة